# Charles de Rochefort
Charles de Rochefort (7 de julio de 1887 - 31 de enero de 1952) fue un actor y director teatral y cinematográfico de nacionalidad francesa.

## Biografía
Su nombre completo era Charles d'Authier de Rochefort, y nació en Port-Vendres, siendo sus padres Paul Charles Dominique d'Authier de Rochefort, agente de la compañía transatlántica, y Camille Caroline Rose Félicité Guelfucci.
En 1936 Charles de Rochefort, que volvía de los Estados Unidos, tomó la dirección del Teatro Albert-Ier de París y lo rebautizó con su nombre, Teatro Charles-de-Rochefort. En el local representó numerosas piezas policiacas y de suspense, entre ellas Allo, Police-secours, obra escrita por él bajo el seudónimo de Chas D. Strongstone. Movilizado y herido durante la Segunda Guerra Mundial, su esposa Mary Grant tomó la dirección de la sala.
Charles de Rochefort falleció en París en 1952.

## Filmografía

### Actor
- 1913: Le Duel de Max, de Max Linder
- 1913: Max Linder pratique tous les sports, de Max Linder
- 1922: Le Roi de Camargue, de André Hugon
- 1922: Le Diamant noir, de André Hugon
- 1923: The Ten Commandments, de Cecil B. DeMille
- 1923: Notre Dame d'amour, de André Hugon
- 1924: Madame Sans-Gêne, de Léonce Perret
- 1924: La Princesse aux clowns, de André Hugon

### Director
- 1930: Paramount on Parade (versión francesa)
- 1930: Parada Paramount (versión rumana de Paramount on Parade, con Pola Illéry)
- 1930: Une femme a menti
- 1930: Le Secret du docteur
- 1930: Fausse Alerte (corto)
- 1930: Dorville chauffeur (corto)
- 1931: Un bouquet de flirts (corto)
- 1931: Trois cœurs qui s'enflamment (corto)
- 1931: Jour de noces
- 1931: Par grande vitesse (corto)

## Teatro

### Actor
- 1936: Allo, Police-secours, de Chas D. Strongstone, escenografía de Charles de Rochefort, Teatro Charles-de-Rochefort
- 1937: L'Étrange Croisière, de Anne Mariel, escenografía de Charles de Rochefort, Teatro Charles-de-Rochefort
- 1942: La Tornade, de Pierre Maudru, escenografía de Charles de Rochefort, Teatro Charles-de-Rochefort

### Director
- 1936: Allo, Police-secours, de Chas D. Strongstone, Teatro Charles-de-Rochefort
- 1937: L'Étrange Croisière, de Anne Mariel, Teatro Charles-de-Rochefort
- 1938: Frénésie, de Charles de Peyret-Chappuis, Teatro Charles-de-Rochefort
- 1942: La Tornade, de Pierre Maudru, Teatro Charles-de-Rochefort
- 1946: Revivre, de Jacques de Benac, Teatro Charles-de-Rochefort
- 1946: Créanciers, de August Strindberg, Teatro Charles-de-Rochefort